# Georg Thomas Gutthäter

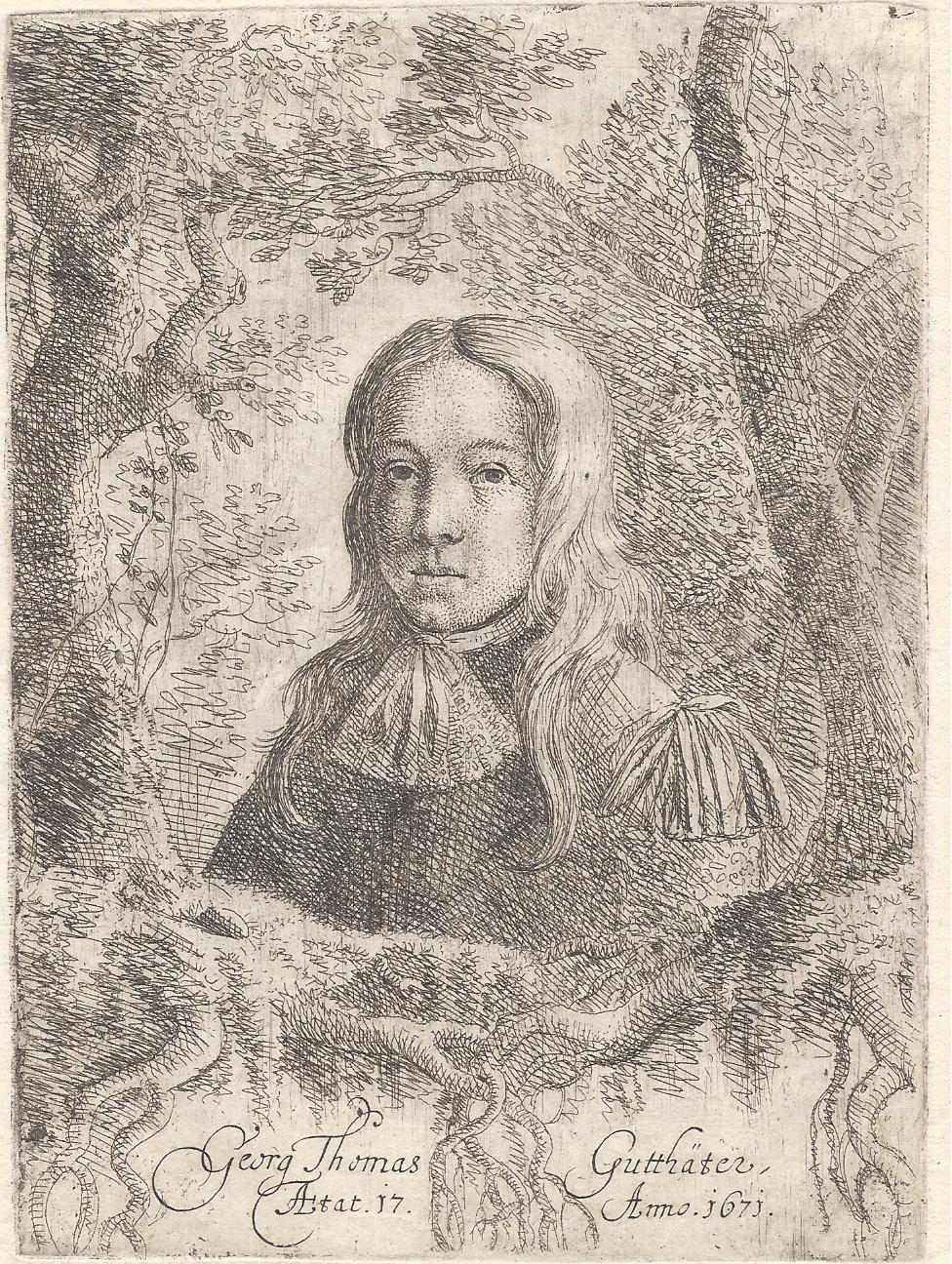
Georg Thomas Gutthäter, Selbstporträt im Alter von 17 Jahren, 1671.

Georg Thomas Gutthäter (* 1. November 1654 in Nürnberg; † im September 1694 in Roveredo) war ein Deutscher Kaufmann, Ratsherr und dilettierender Kupferstecher.

## Leben
Georg Thomas Gutthäter wurde am 1. November 1654 als Spross einer Nürnberger Kaufmanns- und Patrizierfamilie geboren. Die Familie stammte ursprünglich aus Kulmbach. Georg Thomas Gutthäter wirkte wie sein Vater Hieronimus als Kaufmann. 1686 wurde er als Genannter in den Großen Rat seiner Heimatstadt gewählt. Im September 1694 verstarb er in Roveredo in Graubünden auf einer Handelsreise. Aus seiner Ehe mit Anna Magdalena Jacquetier entstammten fünf Kinder. Die Tochter Anna Magdalena heiratete den Nürnberger Stadtphysikus Johann Tobias Klett.
Georg Thomas Gutthäter ließ sich in seiner Schulzeit von Johann Franz Ermels im Zeichnen, Radieren und Kupferstechen ausbilden. Überliefert sind ein Selbstporträt von 1671 unter Einfluss Ermels sowie 13 Kupferstichporträts oder Radierungen seiner männlichen Vorfahren und Verwandten.